# لويجي دراجونا
لويجي دراجونا (1474–1519) (يُدعى كاردينال أراغون) كردينالًا كاثوليكيًا إيطاليًا. كان لديه مهنة ناجحة للغاية في الكنيسة، لكن ذاكرته تتأثر بالادعاء بأنه أمر بقتل أخته واثنين من أطفالها.

## حياة سابقة
ولد لويجي دراجونا في نابولي في 7 سبتمبر 1474، نجل أريجو دراجونا وبوليسينا دي سينتلاس.  كانت أخته جيوفانا دراجونا، دوقة أمالفي، وكان حفيد فرديناند الأول من نابولي. حصل على لقب مركيز جيريس.
في 3 يونيو 1492، تزوج من باتيساناسيبو، حفيدة البابا إنوسنت الثامن، في الفاتيكان بحضور البابا.  عندما توفي باتستينا، تنازل لويجي عن لقبه في المركيز إلى شقيقه كارلو وعزم على دخول الدولة الكنسية.

## مهنة كنسية

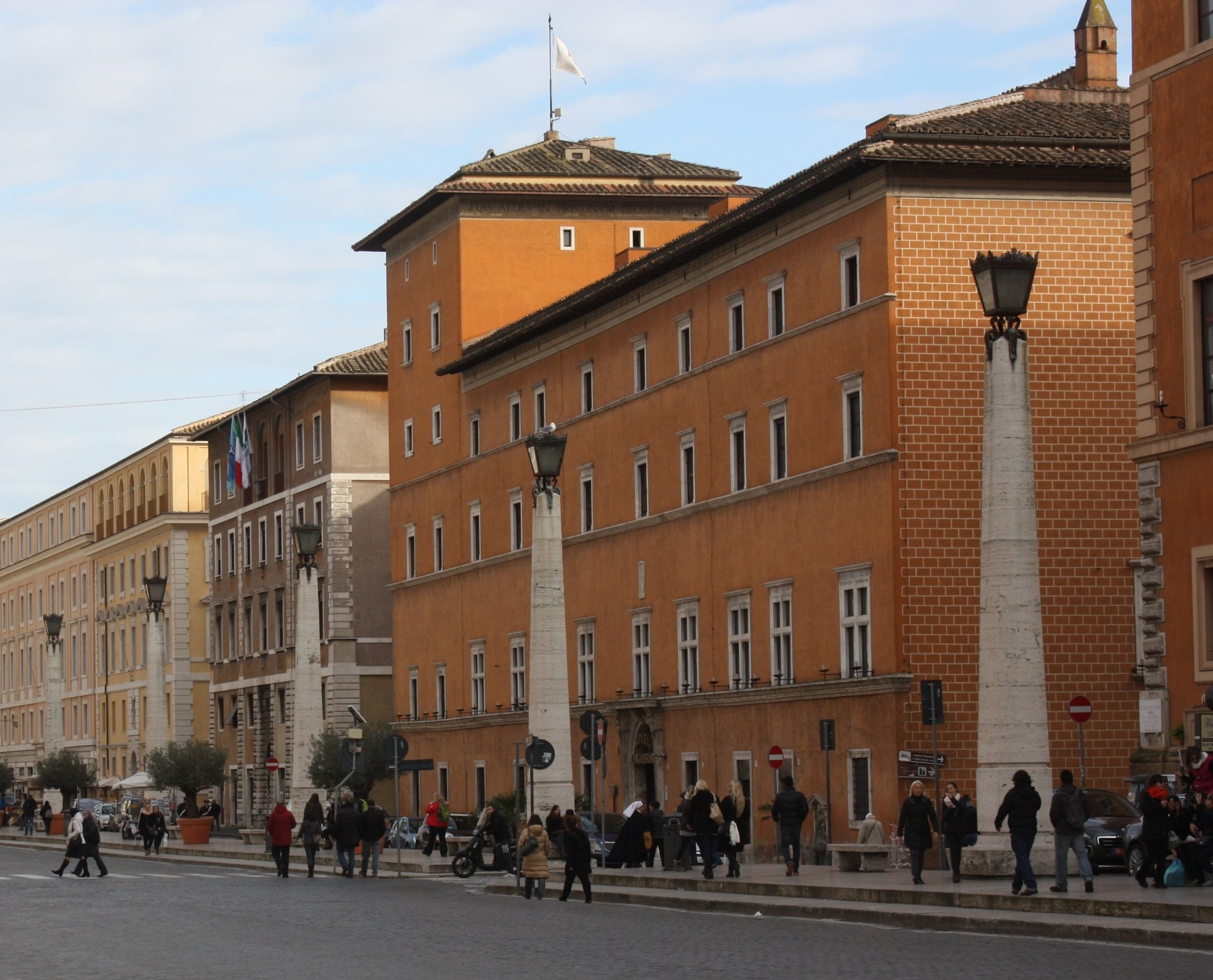
Rome, Via della Conciliazione

حصل على الدرجات في 6 مايو 1494 من اليساندرو كارافا، رئيس أساقفة نابولي، في قصر المطران.  ثم أصبح رسوليًا أوليًا. البابا الكسندر السادس جعلته شماس الكاردينال في صدر الكنيسة في شهر مايو من عام 1494. وفي 19 فبراير 1496 وحصل على القبعة الحمراء والشمامسة في سانتا ماريا في كوزميدين.
في 10 ديسمبر 1498، أصبح المدير الرسولي لرؤية ليتشي، حيث شغل هذا المنصب حتى 24 مارس 1502.  في عام 1499، رافق جان نابولي إلى إسبانيا وسافر من هناك إلى مملكة فرنسا. في 10 مارس 1501، أصبح المدير الرسولي لرؤية أفرسا، حيث شغل هذا المنصب حتى 21 مايو 1515. كان أيضًا مسؤولًا عن رؤية بوليكاسترو من 1501 حتى 22 أبريل 1504، ومديرًا لرؤية كاباسيو من 20 يناير 1503 حتى 22 مارس 1514.
بعد وفاة البابا ألكسندر السادس، سافر إلى روما ووصل في 10 سبتمبر 1503.  شارك في الجلسة السرية البابوية في سبتمبر 1503 التي انتخبت البابا بيوس الثالث، ثم في الجلسة السرية البابوية في أكتوبر 1503 التي انتخبت البابا يوليوس الثاني.
سافر إلى البندقية عام 1507.  خلال حرب عصبة كامبراي، في 2 يناير 1511، تابع البابا في حملته ضد الفرنسيين في حصار ميراندولا. كان مسؤولًا عن رؤية قادس من 10 فبراير إلى 6 يونيو 1511 ؛ مشرف لرؤية ليون من 6 يونيو 1511 إلى 17 ديسمبر 1516 ؛ ومسؤول لرؤية كافا من 1511 إلى 5 مايو 1514.
ساعد في افتتاح المجلس الخامس لاتران؛ اتهمه المجلس فيما بعد بإصلاح الكنيسة.  شارك في اجتماع البابا عام 1513 الذي انتخب البابا ليو العاشر. بناء على طلبه، أزال البابا الجديد اللوم ضد ألفونسو ديستي، دوق فيرارا في 10 أبريل 1513. من 1 سبتمبر 1513 إلى 3 مارس 1518، شغل منصب المندوب البابوي إلى مارس من أنكونا والنائب العام مع القوى الخاصة. بالعودة إلى روما، عاش في ساحة سوساكافالي، ورافق صيد البابا في ماجليانا، في عام 1516، في رحلة إلى شمال إيطاليا.
كان مسؤولًا عن رؤية أليسانو من 18 مايو 1517 إلى 17 مايو 1518، وكان مسؤولًا عن رؤية النظر من 17 يونيو 1517 حتى وفاته.  في أبريل 1517، غادر روما للقيام بجولة في سويسرا وألمانيا والدول المنخفضة وفرنسا، حيث كان مستمتعًا بسخاء من قبل فرانسيس الأول من فرنسا. عاد إلى روما في 16 مارس 1518. كتب سكرتير الكاردينال، أنطونيو دي بيتيس، تاريخًا لهذه الرحلة يقدرها المؤرخون كثيرًا. توفي في 21 يناير 1519. دفن في سانتا ماريا سوبرا مينيرفا.

## وفاة شقيقته
في عام 1510، تم اكتشاف أن أخته جيوفانا دراجونا، دوقة أمالفي الأرملة، تزوجت من مدير منزلها أنطونيو بيكاديللي دي بولونيا وأنجبت طفلين من قبله. وزُعم أن الكاردينال وشقيقه كارلو غاضبون، حيث اعتبروا الزواج وصمة على شرف العائلة. فر الزوجان من أمالفي مع أطفالهما، ولكن تم اعتراض الدوقة في طريقها إلى البندقية. مع أطفالها وخادمة لها، أعيدت إلى أمالفي. لم يره أي منهم مرة أخرى. قتل زوجها أنطونيو في عام 1513. كتب ماتيو بانديلو، الذي كان يعرف زوجها، سردًا لهذه الأحداث، مدعيا أن الكاردينال وشقيقه قد رتبوا خنق الدوقة وأطفالها، ودفعوا قاتلًا لقتل أنطونيو. 
في مسرحية جون وبستر، دوقة مالفي ، استنادًا إلى هذه الأحداث، يظهر لويجي دراجونا في شكل خيالي باسم «الكاردينال»، وهو شخصية شريرة وصفتها نسخة مسرحية من أنطونيو في الكلمات، «الربيع في وجهه ليس سوى الضفادع الضخمة، حيث يشعر بالغيرة من أي رجل، ويضع مؤامرة أسوأ لهم من أي وقت مضى تم فرضه على هرقل»